# Ернст Штреєрувіц
Ернст Штреєрувіц (нім. Ernst Ritter Streer von Streeruwitz; 23 вересня 1874, Міас, Австро-Угорщина (нині Штрібро, Чехія) — 19 жовтня 1952, Відень) — австрійський політичний діяч, Федеральний канцлер Австрії у 1929 році.